# Kràsna Poliana
|  | Per a altres significats, vegeu «Kràsna Poliana (Txornomórske)». |

Kràsna Poliana — Красна Поляна (ucraïnès) — o Kràsnaia Poliana — Красная Поляна (ucraïnès) — és un poble de la República Autònoma de Crimea a Ucraïna, que el 2014 tenia 828 habitants. Pertany al districte de Krasnogvardiske.